# Brachyscleroma nigricans
Brachyscleroma nigricans là một loài tò vò trong họ Ichneumonidae.